# Jackie Cook
Pour les articles homonymes, voir Cook.
Jackie Cook est un personnage fictif de la série Veronica Mars. Elle est incarnée par Tessa Thompson.

## Biographie
Jackie est la fille du célèbre joueur de baseball Terrence Cook et de Kim, une ancienne mannequin. Elle a vécu avec sa mère à New York jusqu'à sa première où elle vient habiter à Neptune chez son père. Plus tard on apprend qu'elle a eu un fils.

### Vie amoureuse
Elle arrive dans la saison 2 et séduit Wallace Fennel qui tombe sous son charme. Ils vivront une belle histoire d'amour, mais malheureusement, Jackie, à la fin de la saison 2 fera semblant de partir pour Paris, alors qu'elle est serveuse dans un bar tenu par sa mère à New York. Mais lorsque Wallace veut la rejoindre à Paris elle sera obligée de lui avouer la vérité (Veronica lui a demandé elle ne veut pas que Wallace souffre). À New York étant plus jeune elle est tombée enceinte et elle a un fils caché par sa mère.

## Apparitions

### Saison 2
- 2x02 Envers et contre tous
- 2x03 Orgueil et préjugés
- 2x04 Amours, argent et confusion
- 2x05 Choisir son camp
- 2x12 Un parfum de trahison
- 2x13 Au-dessus de tout soupçon
- 2x14 Maître-Chanteur
- 2x17 Plan B
- 2x19 Au bout de la chaîne
- 2x20 Harcèlement
- 2x21 Du sang et des larmes
- 2x22 Une relation épique